# Isaria
Isaria — рід грибів родини Cordycipitaceae. Назва вперше опублікована 1794 року.

## Поширення та середовище існування

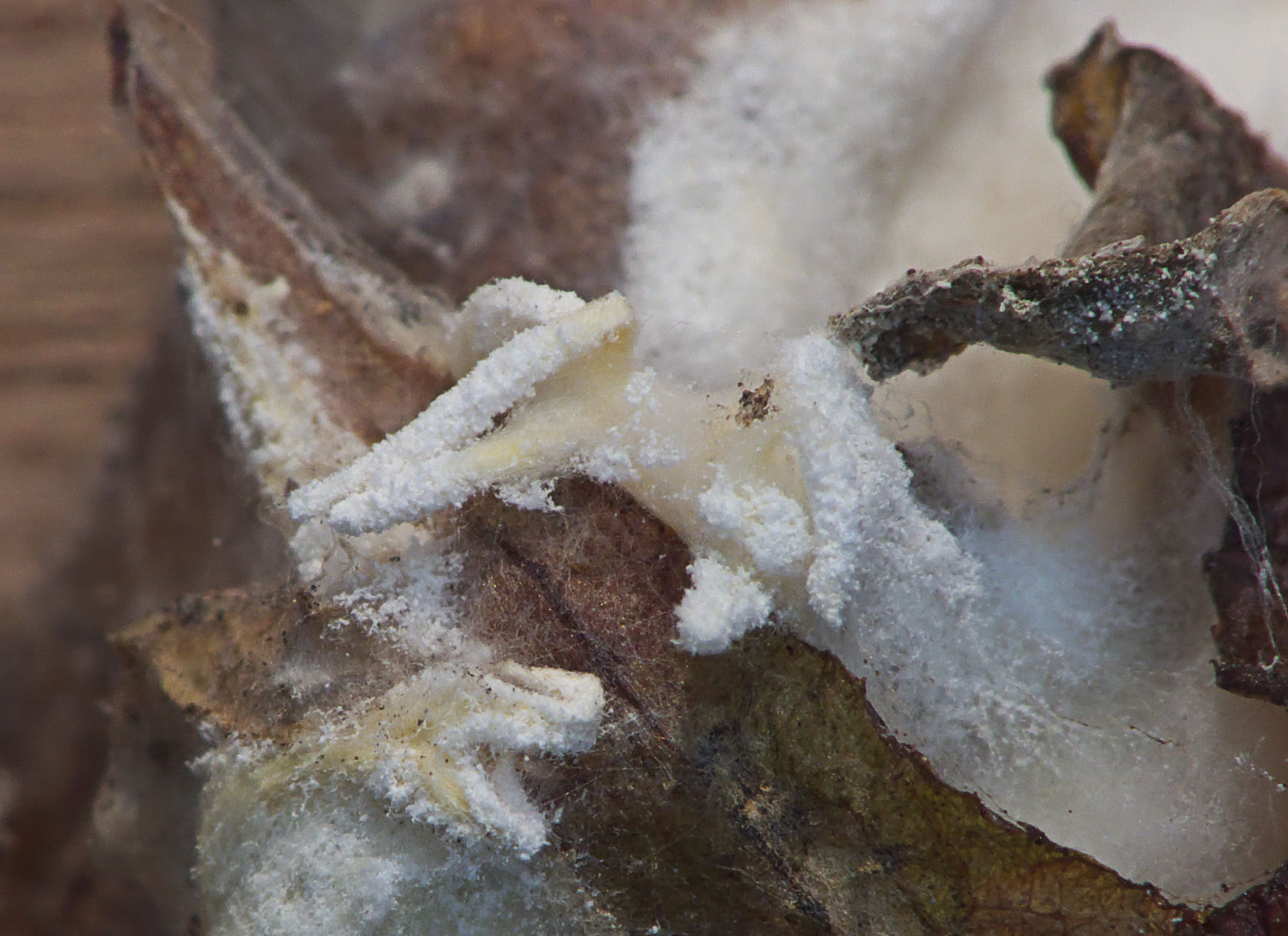
Метелик, заражений Isaria farinosa.

Містить велику кількість ентомопатогенних грибів. Isaria fumosorosea має широкий діапазон хазяїнів, який включає комах у понад двадцяти п’яти різних родинах та багатьох видів кліщів. Комахи-шкідники сільськогосподарського виробництва, які сприйнятливі до зараження, включають Plutella xyllostella, російську пшеничну попелу (Diuraphis noxia) та білокрилку сріблясту (Bemisia argentifolii). Серед кліщів сприйнятливі види включають плямистий кліщ (Tetranychus urticae), кліщ європейський червоний (Panonychus ulmi), бурий кліщ (Byrobia rubrioculus) та Aculus schlectendali.

## Практичне використання
Isaria fumosorosea застосовується для боротьби з комахами-шкідниками рослин, вирощених для виробництва зрізаних квітів, декоративних рослин у теплицях та розплідниках, овочевих та капустяних культур, бавовни, кукурудзи, рису та плантаційних культур.
Грибок ні росте, ні розвивається при температурі вище 32 ° C і не вважається патогенним для людини.